# Докторова Юлія Євгеніївна
Юлія Євгеніївна Докторова (нар. 28 лютого 1983) — українська футболістка, захисниця.

## Життєпис
Футбольну кар'єру розпочала в «Дончанці-Варна». У футболці донецького клубу дебютувала 6 червня 1997 року в переможному (4:0) виїзному поєдинку Вищої ліги України проти макіївської «Сталі-Ніки-ММК», в якому вийшла на поле наприкінці матчу. У команді провела три сезони, за цей час у Вищій лізі України зіграла 18 матчів, ще 1 поєдинок провела у кубку України. Дворазова чемпіонка України та володарка кубку України.
Про виступи в період з 2000 по 2006 рік дані відсутні. На початку сезону 2007 року перебралася до «Легенди-ШВСМ». У футболці чернігівського клубу дебютувала 13 травня 2007 року в переможному (3:0) домашньому поєдинку 1-го туру Вищої ліги України проти луганської «Зорі-Спартака». Юлія вийшла на поле на 65-й хвилині, замінивши Наталію Ігнатович. У травні-червні 2006 року зіграла 3 матчі у Вищій лізі України.

## Досягнення
«ЦПОР-Донеччанка»
- Вища ліга чемпіонату України
  -  Чемпіон (2): 1998, 1999
  -  Бронзовий призер (2): 1997, 2002

- Кубок України
  -  Володар (2): 1998, 1999
  -  Фіналіст (1): 1997